# سوزان مارشال مكدونالد
سوزان مارشال مكدونالد (بالإنجليزية: Susan Marshall McDonald) هي طوابعية أمريكية، ولدت في 7 أكتوبر 1918 في كليفلاند في الولايات المتحدة، وتوفي بنفس المكان في 17 مارس 1992.